# بنجار
بنجار هي مدينة في مقاطعة زابل، محافظة سيستان وبلوشستان في إيران. تقع هذه المدينة على بعد حوالي 1.5 كم شرق زابل في منطقة سهلة. عدد سكان هذه المدينة هو 3,760 في سنة 2016.